# Cantó de Celavo-Mezzana
El cantó de Celavo-Mezzana (en cors, Celavu-Mizana) és una antiga divisió administrativa francesa situada al departament de la Còrsega del Sud, a la regió de Còrsega. Va existir de 1973 a 2015.

## Administració
| Període   | Identitat         | Partit | Qualitat                                  |
| --------- | ----------------- | ------ | ----------------------------------------- |
| 1973-1977 | Marius Casile     | MRG    | President del Consell General (1976-1977) |
| 1977-2007 | Noël Sarrola      | PRG    | President del Consell General (2001-2004) |
| 2007-2015 | Alexandre Sarrola | DVG    | alcalde de Sarrola-Carcopino              |

## Composició
| Nom                  | Població | Codi Postal | Codi Insee |
| -------------------- | -------- | ----------- | ---------- |
| Bocognano            | 343      | 20136       | 2A040      |
| Carbuccia            | 254      | 20133       | 2A062      |
| Cuttoli-Corticchiato | 1 473    | 20167       | 2A103      |
| Peri                 | 1 140    | 20167       | 2A209      |
| Sarrola-Carcopino    | 1 801    | 20167       | 2A271      |
| Tavaco               | 226      | 20167       | 2A323      |
| Tavera               | 336      | 20163       | 2A324      |
| Ucciani              | 389      | 20133       | 2A330      |
| Valle-di-Mezzana     | 217      | 20167       | 2A336      |
| Vero                 | 351      | 20172       | 2A345      |

## Demografia
| 1962 | 1968 | 1975 | 1982 | 1990 | 1999 | 2012 |
| ---- | ---- | ---- | ---- | ---- | ---- | ---- |
| 3000 | 3287 | 2905 | 3650 | 5164 | 6530 | 8729 |